# Regione del Powder River
Per regione del Powder River generalmente si intende il territorio degli Stati Uniti d'America che si estende dalle montagne Bighorn nel Wyoming centro-settentrionale, alle Black Hills al confine con il Sud Dakota ad est, e al Montana meridionale a nord. Questa regione comprende i bacini idrografici dei fiumi Powder, Tongue, Rosebud, Bighorn, Little Missouri e Cheyenne, tutti affluenti dello Yellowstone e del Missouri.
Il fiume Powder, che dà il nome alla regione, con il suo percorso di circa 604 km (375 miglia) si snoda attraverso praterie erbose dalle pendici dei monti Bighorn (Wyoming) attraverso il Montana sud-orientale fino al fiume Yellowstone, scavando intricate interruzioni fluviali e calanchi lungo il suo cammino e viene così chiamato (sia in lingua inglese che nelle parlate indigene locali) perché la sabbia su una delle sue sponde è tanto sottile da assomigliare a polvere.
Nella buona stagione le pianure si ricoprono di erba e perciò esse costituivano un ricco territorio di caccia, vitale per l’esistenza delle tribù di nativi che in quella regione erano stanziate.

## Storia

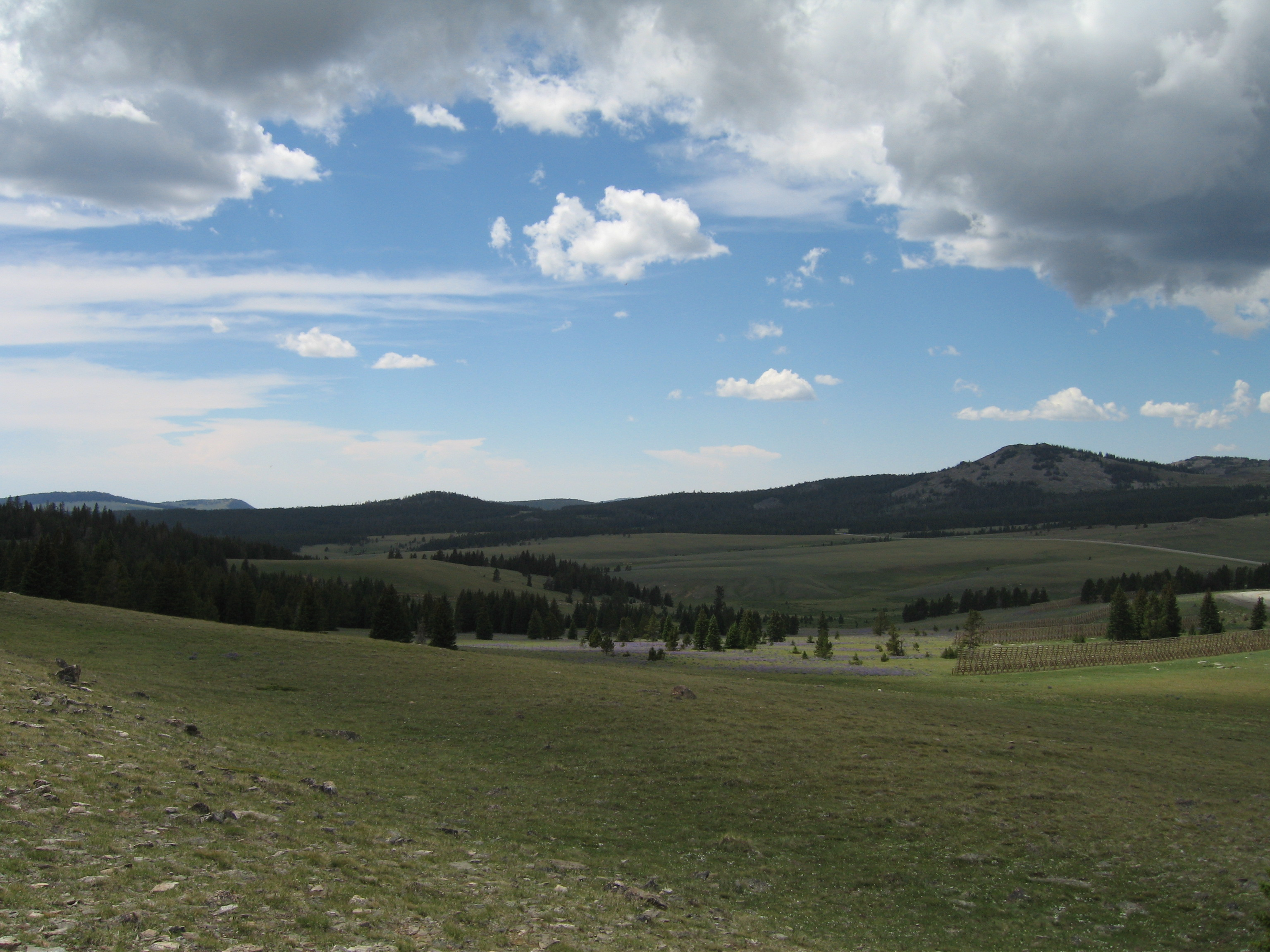
Le grandi pianure della regione con il Powder Pass (alt. 2946 metri), (Wyoming), sullo sfondo.

Storicamente la regione del fiume Powder era occupata dagli indiani Crow che si erano adattati allo stile di vita nomade degli indiani delle Grandi Pianure e vivevano essenzialmente con la caccia al bisonte. Il Trattato di Fort Laramie del 1851 aveva sancito questo diritto, ma dopo la metà del 1800, in quel territorio si insediarono anche varie tribù di Lakota e i loro alleati Cheyenne e Arapaho, tutti tradizionali nemici dei Crow.
I Lakota erano formidabili guerrieri ed eccellenti cavalieri e quindi subito presero il controllo delle pianure, che erano il territorio che più si addiceva alle loro caratteristiche di vita, mentre i Crow furono costretti a ripiegare sul territorio aspro e poco ospitale intorno ai monti Bighorn.
L'apertura della pista Bozeman (1863), che consentiva il flusso di minatori e pionieri verso i campi auriferi del Montana, alimentò il risentimento dei nativi americani che vedevano in tal modo violato il proprio territorio.
Come conseguenza l’intera regione fu teatro del lungo, tragico conflitto combattuto tra gli indiani delle pianure e l’esercito degli Stati Uniti: dalla campagna contro Sioux, Cheyenne e Arapaho, nota come Spedizione del fiume Powder (1865), alla Guerra di Nuvola Rossa (1866-1868) con la battaglia di Fetterman, alla Grande guerra Sioux del 1876 culminata nella battaglia del Little Bighorn. Al termine di questo sanguinoso periodo di conflitti, gli indiani riuscirono a mantenere il controllo su quella regione per pochi anni ancora. Poi, come conseguenza dell'Homestead Act, delle leggi e degli emendamenti successivi, la regione è stata aperta all'insediamento agricolo dei coloni bianchi e, soprattutto, a quello degli allevatori di bestiame e dei commercianti di legname.